# Clay City (Indiana)
Pour les articles homonymes, voir Clay City (homonymie).
Clay City est une ville américaine située dans le comté de Clay en Indiana.